# Palacio de Capitanía General (Burgos)
El palacio de Capitanía General es un edificio situado en la ciudad española de Burgos. Fue sede de la Capitanía General de la VI Región Militar y del Mando Regional. En la actualidad es sede de la Comandancia Militar de Burgos, Soria y Cantabria, de la Comandancia de Obras y Servicio Militar de Construcciones, y tiene un destacamento de seguridad y de mantenimiento de la USAC. 
Desde 2014 alberga, igualmente, en una zona de su planta baja, el Museo Regional Militar, que guarda recuerdos, banderas y uniformes de unidades ya disueltas de la antigua zona militar que comandaba la antigua Capitanía. La entrada es gratuita.
Es conocido internacionalmente por ser el lugar donde Francisco Franco fue declarado Jefe Superior de los Ejércitos de España, liderando el bando sublevado durante la Guerra Civil. Asimismo desde el balcón de dicho edificio tuvo lugar la proclama del fin de la misma.

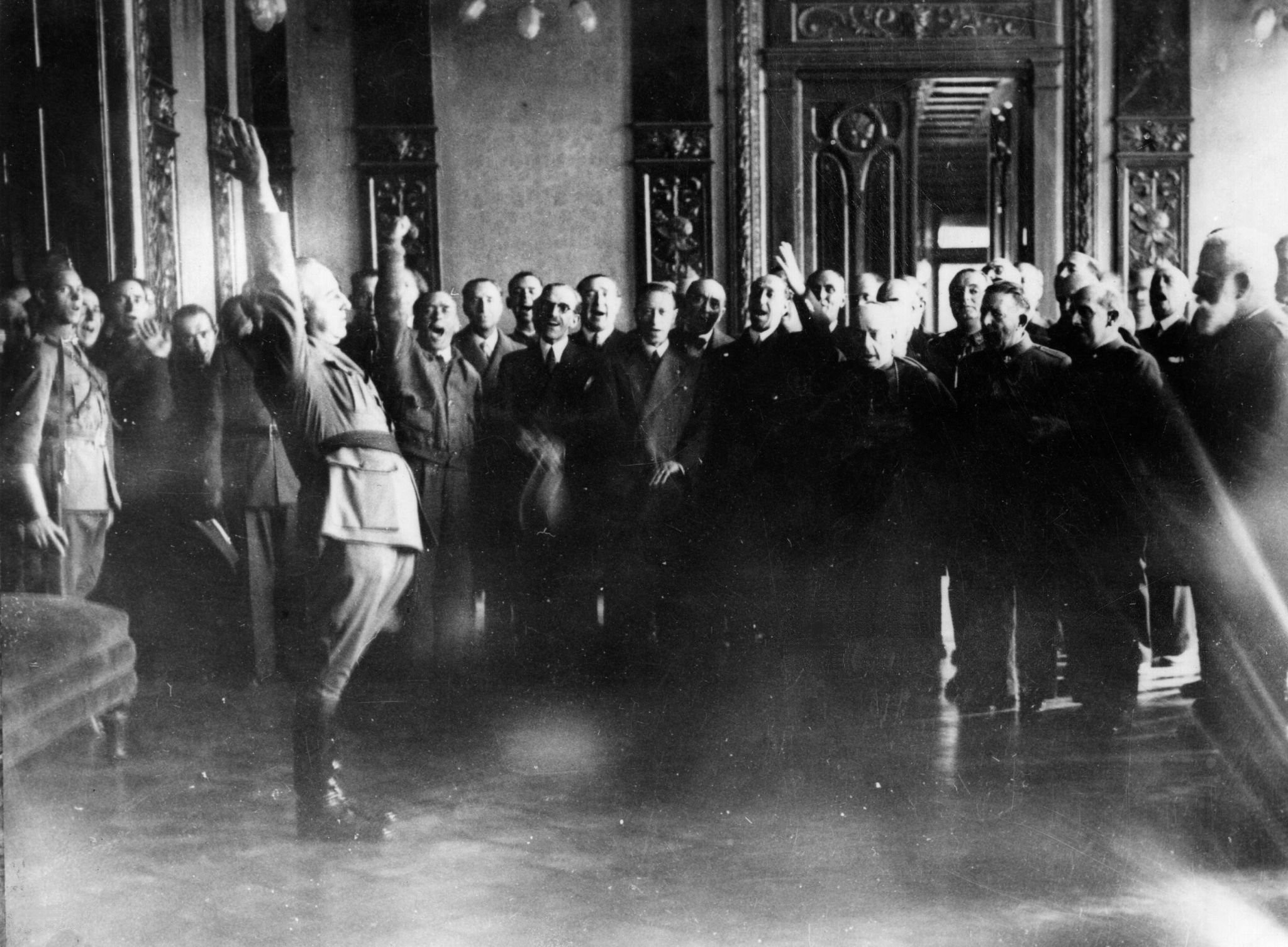
Francisco Franco siendo elegido jefe de Estado de la España sublevada en el Palacio de Capitanía General a comienzos de la guerra civil española (1936-1939).

## Historia
Desde que a Burgos se le concedió por primera vez la capitalidad de una Región Militar, con categoría de Capitanía General, las oficinas, el Estado Mayor, y la propia vivienda del Capitán General debían de estar ubicadas en edificios de carácter palaciego, con lo que se estudiaron varias posibilidades y a finales de 1902 se tomó la decisión de ubicarla en el solar donde estaba construida la Casa de las Cuatro Torres. 
El 17 de julio de 1903, se aprobó por la corporación municipal el derribo del anterior palacio y el 16 de diciembre, Alfonso XIII aceptó que el ayuntamiento construyese el palacio para la sede de la Capitanía.
La construcción duró cerca de tres años, siendo entregada la obra el 10 de agosto de 1907. Se cedió un mes más tarde por el precio anual de 15.000 pesetas.
En 1927, un Real Decreto autorizó la permuta de los terrenos que ocupaba el cuartel de caballería (actual Museo de la Evolución Humana) por este edificio, con lo que pasó a pertenecer al Ministerio de Defensa.

## Edificio

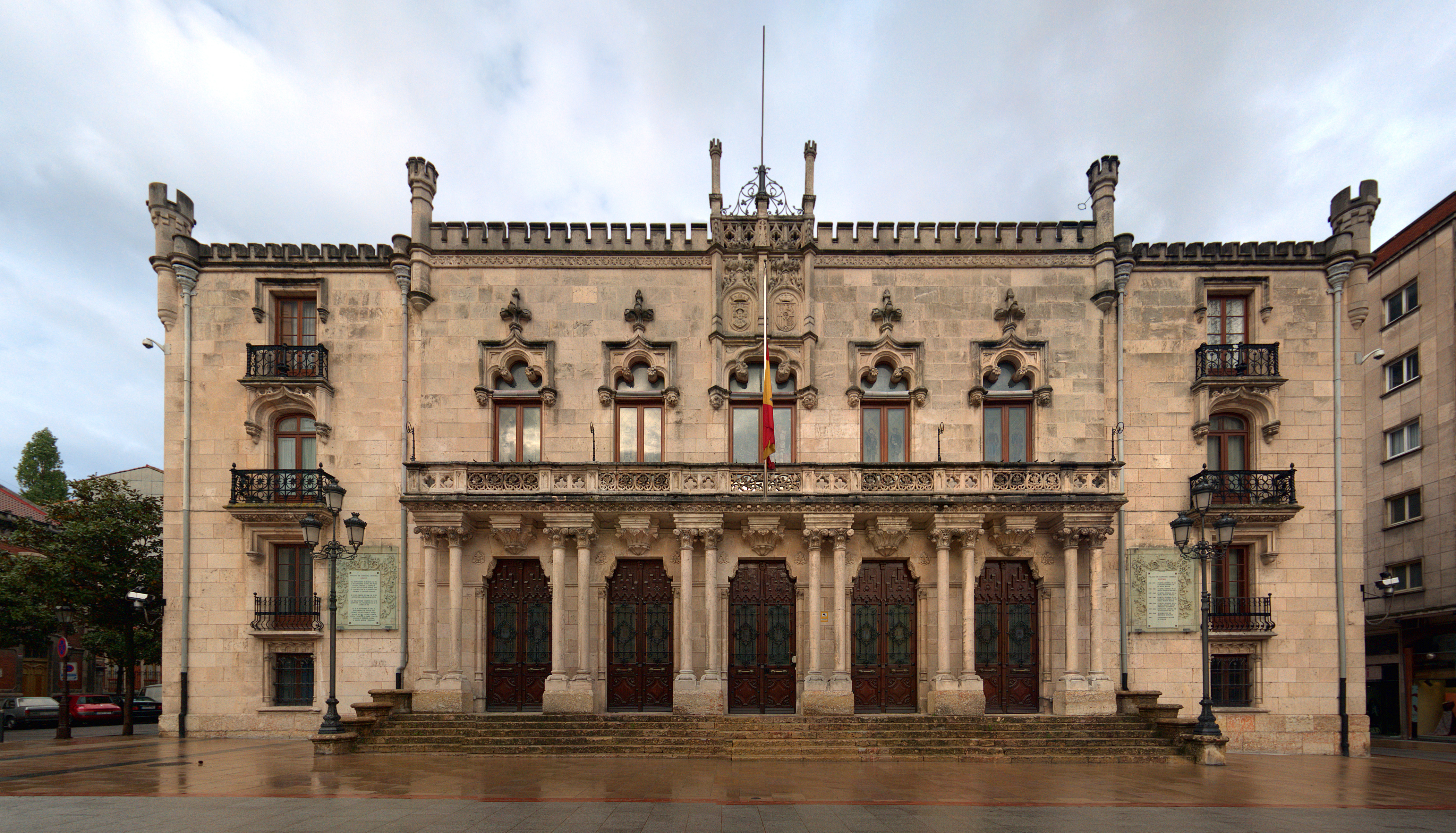
Vista frontal de la fachada.

El ilustre edificio que fue construido por Saturnino Martínez Ruiz consta de dos plantas en la parte central y cuatro plantas en los laterales, está realizado en piedra de sillería.

### Zaguán
Posee un techo ricamente artesonado y vidrieras con los escudos de las provincias de la antigua Región Militar Pirenaica Occidental de la que fue sede (Navarra, Logroño, Álava, Guipúzcoa, Santander, Vizcaya, Burgos y Soria).

### Escalinata
Según se sube a la segunda planta de frente hay un conjunto de tres vidrieras.
- A la izquierda, la vidriera representa al Conde de Castro, Adelantado Mayor de Castilla, dictando un laudo arbitral.
- En la central está una alegoría de la ciudad con su escudo sostenido por un soldado y un heraldo.
- A la derecha está el juramento de Isabel I de Castilla en el Convento de San Ildefonso de Burgos, en 1476.

El techo hay una claraboya vidriada con el escudo de Burgos y alrededor los escudos del Cid, el Almirante Bonifaz, el Condestable de Castilla y el de Garci Martínez de Lerma (alcalde mayor de Burgos).
Al tornar la escalera hay un cuadro de La Rendición de Bailén, copia de Alonso de Viso (1928), del original de Casado del Alisal.

### Salón del trono
Techo con los escudos de Infantería, Caballería, Artillería e Ingenieros. Balcones con vidrios emplomados del escudo de España, dos castillos medievales y efigies de guerreros y soldados medievales de los tercios de Flandes.